# Глуфишево
Глуфишево (болг. Глуфишево) — село в Болгарии. Находится в Сливенской области, входит в общину Сливен. Население составляет 666 человек.

## Политическая ситуация
В местном кметстве Глуфишево, в состав которого входит Глуфишево, должность кмета (старосты) исполняет Пенка Кунева Иванова (ГЕРБ) по результатам выборов.
Кмет (мэр) общины Сливен — Стефан Николов Радев (ГЕРБ) по результатам выборов.